# Aleksandar Tijanić
Aleksandar Tijanić (in serbo Александар Тијанић?; Gjakova, 13 dicembre 1949 – Belgrado, 28 ottobre 2013) è stato un giornalista serbo.
Nominato Ministro dell'informazione dal primo ministro serbo Mirko Marjanović nel 1996, si dimise pochi mesi dopo. Tra il 2004 e il 2013 fu inoltre direttore generale dell'emittente pubblica RTS.

## Biografia
Nato a Gjakova, nella Repubblica Socialista Federale di Jugoslavia, dopo aver terminato la scuola secondaria si trasferì a Belgrado per studiare giornalismo presso la Facoltà di Scienze Politiche dell'Università di Belgrado, non terminando tuttavia gli studi.
Tra gli anni '70 e '80 iniziò a scrivere per diversi giornali tra cui Politika e NIN in Serbia e altri periodici in Croazia, Slovenia e Bosnia ed Erzegovina. Con l'ascesa al potere di Slobodan Milošević perse buona parte dei suoi incarichi a Belgrado, ripiegando quindi su altri incarichi assegnati da periodici croati, tra cui lo spalatino Nedjeljna Dalmacija. Le sue invettive e critiche contro il governo jugoslavo e il comunismo in generale fecero tuttavia cancellare la sua rubrica nel 1990.